# Каменский замок
Каменский замок (бел. Каменскі замак) — замок, существовавший около XVI—XVIII веков в местечке Камень Минской области Белоруссии.

## История замка
Информации о замке известно немного. Одно из наиболее ранних упоминаний замка относится к 1520-м, где замок Камень упоминается как владение Владимира Ивановича Соломерецкого. Согласно «Алфавитному указателю городов бывшего Великого княжества Литовского» за авторством И. Я. Спрогиса, сохранился вводный акт о местечке и замке Камень, датируемый 1598 годом. Замок также упоминается на «Радзивилловской карте великого княжества Литовского» Томаша Маковского, изданной в 1613 г.
В 1911 году остатки замка и окрестности местечка исследовал польский историк Людвиг Савицкий. По его мнению, замок был каменным. В этом же исследовании Савицкий записывает легенды местных жителей, согласно которым местечко некогда было процветающим городом, но было полностью сожжено шведскими войсками. В летописях зафиксировано, что в 1679 г. был уничтожен деревянный костёл св. Петра и Павла. Рядом с замчищем Савицким были обнаружены могильные курганы.
Факты о существовании замка теряются в 18 веке. При описи местечка во время второго раздела Речи Посполитой в 1793 году наличие замка не упоминается, также нет о нём сведений и в ряде изданий 19 века. Тем не менее, ещё в 1936 году жунралисты, описывавшие местечко, упоминали следы разрушенного замка. В частности, описывались остатки древних стен на территории имения.
В 1983 году городище исследовал Э. М. Зайковский. Он зафиксировал площадку замка 92 на 88 метров, с северной стороны ограниченную крутым склоном к пойме речки Каменки, а с остальных сторон — обезвоженным рвом шириной более 15 метров и глубиной более 3 метров. С западной стороны через ров насыпан перешеек: вероятно, с этой стороны был вход в замок. На территории городища обнаружен культурный слой, осколки керамики, а так же слой угля, что свидетельствует о пожаре — вероятно, уничтожившем замок. Рядом с замковым холмом было обнаружено селище размером в 0,5 га, относящегося к различным периодам вплоть до времени Киевской Руси.

## Современное состояние
На 2024 год, от замка остались земляные валы вдоль реки Каменка. На северном и южном валу сохранились остатки каменных и кирпичных подвалов, однако затруднительно сказать наверняка — это элементы замка или усадьбы, которая существовала на этом же возвышении до 1944 года.